# 자기 (심리학)
자기(自己, The self)는 자신의 반영된 의식(reflective consciousness) 상에서의 타자(object)로서 자기 개인(individual person)을 의미한다. 자기란, 한 주체(subject)가 (판단, 사고, 행동 등의 근거로서) 바로 그 주체 자신을 참조(reference)하는 것이기에, 이러한 참조는 반드시 주관적(subjective)일 수 밖에 없다. 그러나 자기 혹은 '자기다움(self-hood)'을 갖는다는 것은 주관성(subjectivity)과 혼동되어선 안된다. 겉으로 보면, 이는 자기 안에서 근거를 찾는 주체로부터 출발하여 외부로 항하여 있고 다시 자기로 돌아오는 것이다. 이런 동일함(sameness)이 파괴되는 정신병증으로 예로는 이인증(depersonalization)이 있는데, 때론 조현병(schizophrenia)으로까지 발전되기도 한다.
자기는 주체와는 다르다. 1인칭 시점(first-person perspective)은 자기다움과 개인 정체성 혹은 개인 동일시(personal identity)를 구분하는 기준이 된다. 동일시(identity)는 말그대로 (자신과 유사한 타자나 대상, 속성, 성격 등에 자신을 같다고 여기는) 동일함(sameness)이며, 범주화(categorization)와 라벨링(labeling)을 하게 된다. 반면 자기다움은 1인칭 시점에서 직접 관찰하거나 행동하면서 느끼거나 판단하거나 사고하는 것 등이 포함되어 있기에, 잠재적으로는 자기만의 독특성 혹은 유일함(uniqueness)을 보일 수도 있다. 거꾸로 페르소나(persona)에서 온 개인(person)은 3인칭 참조사항으로 사용한다. 즉 각각의 관계나 규범을 염두에 두고 그러한 관계나 규점이 적용되는 상황에 적절한 가면(persona)을 쓰는 것을 의미하며. 자기 바깥의 3인칭 시점에서 자신을 바라보고 판단하고 행동하는 것이다. 이러한 개인 동일시는 알츠하이머병(Alzheimer's disease) 말기나 기타 신경퇴화증(neurodegeneration)을 앓게 되면 손상될 수 있다.
결국 자기는 '타자(others)'와는 구분될 수 있다. 동일함과 다름(otherness) 사이의 구분을 포함하여, 타자와 비하였을 때 자기란, 현대 철학과 현상학(phenomenology), 심리학, 정신의학, 신경학(neurology), 신경과학(neuroscience)의 연구주제이기도 하다. 주관적 경험(subjective experience)이란 자기다움의 핵심이지만, 경험의 개별성(privacy)은 자기철학(philosophy of self)와 의식(consciousness)에 관한 과학연구에 있어 많은 문제 중 하나이다.

## 신경과학
자기인식(self-knowledge)을 재발견하는데 있어 중요한 뇌의 두 영역은 내측 전전두피질(medial prefrontal cortex)과 내측 후두정피질(medial posterior parietal cortex)이다. 후대상피질(posterior cingulate cortex), 전대상피질(anterior cingulate cortex), 내측 전전두피질은 자기 반성(self-reflect) 능력을 제공하기 위하여 결합된 것으로 본다. 섬피질 혹은 뇌섬엽(insular cortex) 역시 자기참조(self-reference) 과정에 관여하는 것으로 본다.

## 심리학
자기심리학(psychology of self)은 개인의 정체성에 대한 인지표상(cognitive representation)이자 정동표상(affective representation) 혹은 경험의 주체(subject of experience)에 대한 연구이다. 현대심리학 초기 연구에서의 자기라는 것에 대한 체계화 작업을 통해, 주체적 인식자(subjective knower)인 "나"(I)로서의 자기, 그리고 인식되는 주체(subject that is known)인 "나(Me)"로서의 자기가 구분되었다. 최근 심리학 연구에서의 자기는 인간 동기(human motivation), 인지(cognition), 정동(affect), 사회적 정체성(social identity)에서 종합적 역할을 수행하는 자기로 위치지어져 있다. 존 로크(John Locke)가 정의하는 자기는 일화적 기억(episodic memory)의 산물이다. 그러나 기억상실증(amnesia)에 근거한 연구에서는 보존되어 있는 인지상의 자전적 지식(autobiographical knowledge)에 근거한 자기감(sense of self)을 조리있게 구사할 수 있다는 것이 밝혀졌다. 인지상의 자기 경험과 정동상에서의 자기 경험을 신경프로세스(neural process)와 연관시킬 수 있다. 연구 목표는 인간 정체성에 관한 복잡하고 다양한 자기들(selves)을 구성하는 요소들에 대하여 기초를 제공하고 통찰력을 얻기 위한 것이다. '자기장애(Disorders of the Self)'는 정신과의사들이 광범위하게 연구해 왔다.
예를 들어, 안면인식(facial recognition)과 패턴인식(pattern tecognition)은 두뇌 처리 수용 능력이 크지만, 조현증(schizophrenia)이나 조현정동장애(schizo-affective disorder)와 같은 장애의 사례를 위한 자기를 이루는 구성체들에 대하여 환각은(pareidolia)은 설명할 수 없다. 개인의 자기감은 낙인 집단의 일부가 되는 것에서도 변할 수 있다. 콕스(Cox), 린 이본 아브람슨(Lyn Yvonne Abramson), 파트리샤 데빈(Patricia Devine), 홀론(Hollon)의 2012년 연구에 의하면, 예를 들어 한 개인이 노인 집단에 선입견을 갖고 있다가 훗날 노인이 되면 선입견이 내면으로 향하면서 우울에 빠지게 된다는 것을 밝혔다. 이들은 우울을 뜻하는 영단어 depression과 선입견을 뜻하는 영단어 prejudice를 결합시켜 'deprejudice'라는 용어를 만들었다.
조현병 같이 어느 한 개인의 저하된 자기(disordered self)에 관한 철학은, 정신과의사들이 보기에는 신경흥분(neuron excitation) 측면에서는 실제로 발생한 일이지만 실제론 망상(delusion)이며, 조현정동을 가지고 있거나 조현병인 사람도 본질적 존재(essential being)라는 면에서 실제로 발생한 사건이라고 믿는 것이라고 할 수 있다. PET 스캔은, 청각자극이 두뇌 특정 영역에서 처리되며, 실제와 유사하지만 실제가 아닌 상상으로 떠올린 사건은 그 인근 영역에서 처리되지만, 환청(hallucination)은 마치 실제 자극처럼 동일한 영역에서 처리된다는 것을 보여주었다. 이 경우, (개인 내부에서 일어난 것이 아니라) 외부에서 발생한 영향은 특정 의식(consciousness)을 일으키는 원천이 될 수도 있다. 개인은 정신의식의 처리 과정을 관여하는데 자각하거나 하지 않을 수도 있다. 혹은 시각자극이나 청각자극과 같이 실제로 일어난 사건이 지속되어 몇 시간, 며칠, 몇 달, 몇 년동안 이따금 반복된다. 이에 고통받고 있는 사람은 자신이 황홀경(rapture)이나 점유(possession) 상태에 있다고 믿을 수도 있다.
프로이트학파에서 '자기감(sense of self)'이라고 지칭해온 것은, 융학파 분석심리학(Jungian analytic psychology)에 있어서는 개인의 정체성이 페르소나(persona)나 에고(ego)에 박혀서 성숙으로의 변화를 하게 한다고 본다. 칼 융(Carl Jung)은 "자기는 중심일 뿐 아니라 무의식과 의식을 모두 포괄하는 영역 전체이며, 이러한 총체의 중심이다"고 했다. 융학파 심리학에서의 자기는 "온전한 전체(wholeness)의 원형(archetype)이며 정신세계(psyche)의 중심을 조정하는 것이자 ... 에고를 초월하는 개인 초월적 힘이다." 융학파에서 말하는 원형(Jungian archetype)이란, 직접 눈으로 보이진 않지만, 성숙(maturation)과 분석적 관찰(analytic observation)을 꾸준히 자기화하여, 결합력을 가진 조밀한 온전한 전체를 만드는 요인을 통하여 객관적으로 경험될 수 있다.

## 사회학
물질적 사회적 영성적(spiritual) 측면에서의 과거 환경은 물론 현재 환경에 따라 신경경로(neural pathway)들을 구축하는 역동적이고 반응적인 과정으로서 자기를 재정의할 수 있다. 자기개념(Self-concept)(경우에 따라서서는 '자아개념'으로도 번역된다.)은 한 개인이 자기자신을 감정적 존재(emotional being), 영성적 존재(spiritual being), 사회적 존재(social being)로서 자기자신에 대하여 가지고 있는 개념이나 신념을 말한다. 따라서 자기개념은 내가 누구인지에 대해 갖는 생각으로서, 한 개인의 존재가치(well-being)에 대한 자기반영(self-reflection)과 같은 것이다. 예를 들어, 내가 나 자신에 대하여서 말하는 것들이라 할 수 있다.
사회란, 집단의 유지 혹은 발전을 위하여 자기 상호작용(self interacting)에 대한 공동신념(common belief)이나 그 지향하는 방향을 공유하는 사람들의 집단을 말한다. 문화(culture)는 역사적 연원이 있거나 선택되어 온 사상과 그러한 사상이 제도, 인지 혹은 사회 관습, 인위적 산물에 놓여진 것이 표면적 혹은 내면적으로 보이는 패턴들로 구성된다. 한편, 문화 체제(cultural system)는 활동의 산물 혹은 더 많은 활동의 조건적 요소(conditioning element)로 볼 수 있다. 따라서 다음 항목은 자기와 자기개념이 문화에 따라 어떻게 바뀔 수 있는지를 탐색하려 한다.
마르쿠스(Markus)와 기타야마(Kitayama)의 1990년대 초반 이론에서는, 인간 문화 내에서 자기를 표상하는 것은 '독립적(independent)'에서 '상호의존적(interdependent)'으로 향하는 연속체에 해당한다고 가설을 제시했다. 독립적 자기(independent self)는 이기적이고, 자기만의 독특함을 중시하며, 다양한 맥락이나 배경으로부터 분리되어 있으며, 비판적으로 판단하고, 자기표현(self-expression)을 잘 한다. 상호의존적 자기(interdependent self)는 이타적이고, 타인과 유사함을 중시하며, 맥락이나 배경에 따라 유연하게 행동하고, 순응적이며, 집단의 조화를 해칠 의견이라면 잘 표현하지 않는다. 이론을 뒷받침할 증거를 제시한 것 없이 문화와 자기구성(self-construal) 간의 인과적 연결을 사실로 상정한다는 점, 엄격한 과학적 연구방법에 의거하지 않고 다른 문화에 대하여 갖는 일반적인 선입견이나 미신에 의한 점에서 많은 문제를 가지고 있지만, 이론은 많은 인기를 얻었다. 2016년부터 시작된 연구는 55개 문화집단(cultural group) 출신의 10,203명이 참여한 가운데, 자기구성에 있어서의 독립 대 상호의존이라는 구도는 없다는 것이 밝혀졌다. 이는 마르쿠스와 기타야마가 지지한 일관된 구조를 형성한다는 특성들이 실제로는 서로 연관이 없으며, 연관되어 있더라도 마르쿠스와 기타야마가 상정한 것들과는 반대 양상의 관계를 보인다고 밝혀졌기 때문이다. 문화 분석과 개인 분석에서 모두 발견되는 자기구성 차원(혹은 기능 영역domain of functionning)은 7개가 있다.

1. 자기정의(Defining the self) 영역 : 차이(difference) 대 유사(similarity)(개인 자신을 독특하다고 생각하는지 혹은 타인과 같다고 생각하는지)

2. 자기경험(Experiencing the self) 영역 : 자기봉쇄(self-containment) 대 타인과의 연결성(connectedness to others)(타인과 분리되어 있다고 느낌 혹은 타인과 함께 있다고 느낌)

3. 의사결정(Making decisions) 영역 : 자기지시(self-direction) 대 외부영향 수용(receptiveness to influences)(독립적인 사고 혹은 순응적 사고)

4. 자기돌봄(Looking after oneself) 영역 : 자립(self-reliance) 대 타인의존(dependence on others)

5. 맥락 사이에서의 움직임(Moving between contexts) 영역 : '일관성(consitency) 대 변동성(variability)'

6. 타인과의 소통(Communicating with others) 영역 : '자기표현(self-expression) 대 조화(harmony)'

7. 이익충돌 대처(Dealing with conflicting interests) 영역 : '자기이익 추구(self-interest) 대 타인에 대한 헌신(commitment to others)'

이러한 기준을 바탕으로 여러 나라의 성향을 분석한 사례를 살펴보면 다음과 같다.
(1) 자기정의 : 서구, 남미, 일본에서는 상대적으로 타인과는 다른 자기를 드러내려 하는 반면, 아랍, 동남아, 아프리카에서는 타인과 비슷한 존재로서 자기를 드러내려 한다.
(2) 자기경험 : 우간다, 일본, 콜롬비아, 나미비아, 가나, 벨기에는 공동체와 감정적으로 분리된 자기를 드러내려 하지만, 오만, 말레이시아, 태국, 브라질 중부에서는 자기가 감정적으로 공동체와 연결되어 있다고 생각하는 편이다.
(3) 의사결정 : 일본, 벨기에, 영국, 미국 콜로라도 등지에서는 독립적인 생각에 가치를 두고 타인과 분리된 자기만의 결정을 내려야 한다고 생각한다. 페루 농촌지역, 말레이시아, 가나, 오만, 헝가리에서는 타인에게 영향을 받는 존재로서 자가를 생각할 뿐 아니라 스스로 생각하기 보다는 타인을 따르는 경향이 크다.
(4) 자기돌봄 : 레바논, 터키, 이집트, 오만 등의 중동에서는 자립을 중요시하고 자기 일을 자력으로 잘 하며 경제적으로 독립되어야 한다고 생각한다. 반면 우간다, 일본, 나미비아에서는 경제 활동에서 타인과의 협력이 중요하다고 생각한다.
(5) 맥락간파 : 칠레, 에티오피아 고원지대, 터키, 레바논에서는 상황이나 맥락에 상관 없이 안정적인 행동패턴을 유지하는 것을 비교적 상당히 중시한다. 일본, 카메룬, 영국, 스웨덴에서는 자기를 다양한 상황이나 맥락 속에 잘 적응하는 사람으로 생각하고 이러한 적응 능력을 높게 쳐준다.
(6) 의사소통 : 콜롬비아, 칠레, 미국 히스패닉계, 벨기에, 독일에서는 집단의 조화 유지보다 자기 표현을 더 중시한다. 오만, 카메룬, 말레이시아에서는 자기표현을 하는 것보다는 집단의 조화 유지를 더 선호한다.
(7) 이익충돌 : 나미비아, 가나, 우간다 등 사하라 이남 지역에서는 자기와 가까운 이들에게 손해를 끼친다 해도 자기 이익을 따르겠다고 생각하는 경향이 있다. 벨기에, 이탈리아, 스웨덴에서는 공동체의 다른 구성원들을 의하여 자기희생하는 것을 자기만의 목표를 달성하는 것보다 더 중시한다.
마르쿠스와 기타야마의 이론과는 반대로, 이기주의(egoism)는 개인의 독특성, 독립적 사고, 자기표현과 부적으로(negatively) 연관되어 있다. 자립은 감정적 자기봉쇄와 강력하게 부적으로 연관되어 있는데, 이 역시 마르쿠스와 기타야마 이론으로는 예측하지 못한다. 문화적 자기구성을 독립 대 상호의존으로 구분짓는 것은 결함이 있는데, 마르쿠스와 기타야마의 자기구성 이론이 현실에서 그 특징들이 연관되어 있지 않으며, 이론이 전세계 다양한 문화권에서 드러나는 복잡다양한 자기구성을 고려하지 못했기 때문이다.
개인이 자기를 구성하는 방식은 문화에 따라 다르다. 자기는 역동적이고 복잡하며, 노출되어 있는 사회적 영향에 순응하거나 그에 의해 변화한다. 자기가 끊임없이 역동적인 것은 스스로 해를 입지 않기 위하여 이유나 논리를 항상 탐색하기 때문이다. 어느 문화에 존재하든 자기는 자신의 안녕을 추구하며 최대한 위협을 피하려 한다. 이는 '적자생존(survival of the fittest)'이라는 진화심리학(evolutionary paychology) 개념을 통해 설명할 수 있다.

## 철학
자기철학(philosophy of self)은 개인의 유일성(uniqueness)이나 본질적 존재를 구성하는 본질적인 자질이 무엇인지를 설명하려 한다. 이 자질들을 정의하려는 시도는 여러가지가 있었다. 자기는 의식의 근원이 되는 존재, 개인의 사고와 행동을 책임지는 동원(agent), 혹은 의식을 오랜 시간 단일한 것으로 유지해 나가는 한 개인의 실체적 본성(substantial nature)으로 볼 수 있다.
엠마누엘 레비나스(Emmanuel Levinas)의 '타자다움(otherness)'에 관한 저서에 더불어, '너'와 '나'의 구분은 마틴 부버(Martin Buber)의 철학 저서 『나와 너(Ich und Du)』를 통해 계속되었다.

### 현대철학[20]
현대철학에서 자기의 개념은 르네 데카르트(René Descartes)가 '영적인 물질'로 소개한 것을 시초로 한다. 존 로크(John Locke)는 데카르트의 견해를 반박하여, 자기의 존재가 과거와 동일하게 현재에 연속적으로 자신을 인식하는 것에 따른다고 제안하였다. 이 자기는 혼 또는 영적인 물질과 달리 개인의 정체성이 있는 곳이다. 데이비드 흄(David Hume)은 인식을 분석함으로 영원한 자기를 직관할 수 없다고 밝혔다. 그는 비록, 자기가 언제나 어느 특정 시간에 자기의 경험보다 더 중요하지만 자기만이 경험으로부터 추론가능한 주관적 적절성을 갖고 있다고 주장했다. 이마누엘 칸트(Immanuel Kant)는 자기의 위치를 경험의 현상적 영역에 가두었다. 자기는 사람이 의무와 자유에 반응함으로 깨달게 되고, 존재하게 되는 그 무엇이다. 이런 인식되고 윤리적인 행동을 통해서 진정한 자기는 그 자체를 알게 된다.

## 종교
종교적 관점에서의 자기는 매우 다르다. 자기란 영성(spirituality)의 다양한 형태에서의 복잡하고 핵심적인 주체이다. 두 유형의 자기로 흔히 정의되는데, 하나는 에고(ego)로서의 자기는 학습된 인위적인 심신으로서의 자기(self of mind and body)라고도 하며, 에고의 창조물(egoic creation)이다. 다른 하나는 '진정한 자기(혹은 참 나)(True Self)', '관찰하는 자기(Observing)', '목격자(Witness)'라고도 한다. 힌두교에서 자기에 해당하는 아트만(Ātman)은 개별자(individual)로서의 자기가 아니라, 초월적 현실인 브라흐만(Brahman)의 표상이다.
영성에 대한 한 정의는 신성함에 대하여서 누구에게도 의존하지 않고(independent) 스스로 깨달음으로써 궁극의 의미(ultimate meaning)를 찾는 자기의 활동을 말한다. 영적 정체성(spiritual identity)의 또 다른 정의는 만물의 본성, 목적, 삶의 의미에 대하여 궁극으로까지 질문을 던짐으로써 개인의 핵심 가치에 부합하며 살아가는 자기를 말한다. 영적 정체성은 어느 한 문화에서의 상징적 종교와 영적 가치를 개인들이 저마다 삶 속에서 발견할 때 드러난다. 개인의 삶과 경험으로 결정되기에 영적 자기(spiritual self)의 유형은 저마다 다를 수 있다.
인간(Human beings)은 자기를 가지고 있다. 즉 인간은 우주에서 자신을 주체(subject)로서 바라보기도 하고 객체(object)로서 바라볼 수도 있다. 종국에는 이것이 우리가 누구인지 우리 존재가 갖는 중요성의 본질은 무엇인지에 대한 질문을 야기한다. 불교의 경우, 동아시아 불교에서 '아(我)'라고 번역되기도 하는 아트만(Atman)에 대한 집착(attachment) 혹은 탐(貪, rāga)은 환영(illusion)에 불과한 것으로서 고(苦, Dukkha)와 불행의 원인으로 본다. 기독교에서는 진정한 자기(true self)와 거짓된 자기(false self)를 구분하고 거짓된 자기는 부정적인 것이며 원죄(sin)에 의하여 왜곡된 것이라고 본다. '사람의 마음은 만물보다 더 교활하여 치유될 가망이 없으니 누가 그 마음을 알리오?'(예레미아서17:9)
마르시아 카벨(Marcia Cavell)은 정체성은 정치적 관점과 종교적 관점에서 유래한다고 본다. 또한 그는 탐색(exploration)과 전념(commitment)은 정체성 형성(identity formation)에 있어서 상호작용하는 요소로서 작용하며, 여기에는 종교적 정체성(religious identity)도 포함한다고 본다. 에릭 에릭슨(Erik Erikson)은 독실함(faith)과 의심(doubt)을 비교하고, 건강한 성인은 자신의 영적인 면을 잘 돌본다는 것을 발견하였다.

## 같이 보기
- 에릭 에릭슨
- 자아
- 자아중심주의